# Колесник Сергій Іванович
Сергій Іванович Колесник (біл. Сяргей Іванавіч Калеснік, 28 січня 1970, Гомель) — радянський і білоруський весляр на байдарці, заслужений майстер спорту СРСР, триразовий чемпіон світу і триразовий чемпіон СРСР в одиночці (1989, 1990, 1991). З 2015 року директор футбольного клубу «Дніпро» Рогачов.
Закінчив БДІФК.